# Alexei Troschtschinski
Alexei Borissowitsch Troschtschinski (kasachisch Алексей Борисович Трощинский; * 9. Oktober 1973 in Ust-Kamenogorsk, Kasachische SSR, Sowjetunion) ist ein ehemaliger kasachischer Eishockeyspieler, der vier Mal russischer Meister wurde. Sein jüngerer Bruder Andrei (1978–2015) war ebenfalls kasachischer Nationalspieler.

## Karriere
Alexei Troschtschinski begann seine Karriere als Eishockeyspieler in seiner Heimatstadt bei Torpedo Ust-Kamenogorsk, für dessen Profimannschaft er von 1990 bis 1994 in der höchsten sowjetischen sowie russischen Spielklasse aktiv war. In der Saison 1993/94 spielte der Verteidiger parallel für Torpedo in der kasachischen Eishockeyliga und wurde Meister mit seiner Mannschaft. Zudem wurde er zum besten Verteidiger der Liga gewählt. Anschließend erhielt er einen Vertrag beim HK Dynamo Moskau aus der russischen Superliga. Mit den Hauptstädtern gewann er 1995 die GUS-Meisterschaft, sowie 2000 die russische Meisterschaft. In den Jahren 1996 und 1999 scheiterte er jeweils im Playoff-Finale um die Meisterschaft mit Dynamo. Auf europäischer Ebene unterlag der Nationalspieler 1998 der VEU Feldkirch aus der Österreichischen Eishockey-Liga. Des Weiteren war er mit Moskau 1996 im nationalen Pokalwettbewerb, dem IHL-Cup, erfolgreich.
Zur Saison 2000/01 unterschrieb Troschtschinski beim HK Metallurg Magnitogorsk, mit dem er ebenfalls russischer Meister wurde. Nach diesem Erfolg kehrte er zum HK Dynamo Moskau zurück und wurde 2005 zum vierten Mal Meister in der höchsten russischen Spielklasse. Am Titelgewinn hatte er maßgeblichen Anteil, da er sowohl in der Hauptrunde, als auch in den Playoffs die beste Plus/Minus-Bilanz der gesamten Superliga aufwies. Von 2005 bis 2007 stand der Olympiateilnehmer von 1998 beim HK Awangard Omsk unter Vertrag, mit dem er in der Saison 2005/06 im Playoff-Finale an Ak Bars Kasan scheiterte. Nach einer weiteren Spielzeit bei Dynamo Moskau wurde er zur Saison 2008/09 von Torpedo Nischni Nowgorod aus der neugegründeten Kontinentalen Hockey-Liga verpflichtet, für den er bis 2010 spielte. In der Saison 2010/11 stand er zunächst beim Ligarivalen Atlant Mytischtschi auf dem Eis, absolvierte parallel jedoch auch einige Spiele für den HK Rjasan in der Wysschaja Hockey-Liga. Die Spielzeit beendete er schließlich bei Witjas Tschechow.
Am 20. Februar 2012 absolvierte Troschtschinski sein 1000. Spiel in der höchsten russischen Spielklasse. Im Verlaufe der Spielzeit 2012/13 wechselte er zum kasachischen KHL-Club Barys Astana, bei dem er im Sommer 2013 seine Karriere beendete.

### International
Im Juniorenbereich nahm Troschtschinski zunächst für die Sowjetunion an der U18-Europameisterschaft 1991 teil und belegte mit seiner Mannschaft dort den zweiten Platz. Für Kasachstan nahm er mit der U20-Auswahl der Gemeinschaft Unabhängiger Staaten an der U20-Weltmeisterschaft 1992 teil und gewann dort den Weltmeistertitel.
Für Kasachstan nahm Troschtschinski an den C-Weltmeisterschaften 1993, 1994 und 1996, sowie den B-Weltmeisterschaften 1997, 1999 und 2000 teil. Bei den Weltmeisterschaften der Division I 2011 und 2013 erreichte er mit der kasachischen Mannschaft jeweils den Aufstieg in die Top-Division. Zudem stand er im Aufgebot Kasachstans bei den Weltmeisterschaften 2004 und 2012, als diese jeweils an der Top-Division teilnahmen, sowie bei den Olympischen Winterspielen 1998 in Nagano und der im Februar 2013 ausgetragenen Olympiaqualifikation für die Spiele in Sotschi 2014.

## Erfolge und Auszeichnungen
| - 1994 Kasachischer Meister mit Torpedo Ust-Kamenogorsk - 1994 Bester Verteidiger der Kasachischen Meisterschaft - 1995 GUS-Meister mit dem HK Dynamo Moskau - 1996 GUS-Vizemeister mit dem HK Dynamo Moskau - 1996 IHL-Cup-Gewinn mit dem HK Dynamo Moskau - 1998 2. Platz European Hockey League mit dem HK Dynamo Moskau - 1998 Meiste Vorlagen in der European Hockey League - 1999 Russischer Vizemeister mit dem HK Dynamo Moskau | - 2000 Russischer Meister mit dem HK Dynamo Moskau - 2000 Superliga All-Star Team - 2001 Russischer Meister mit dem HK Metallurg Magnitogorsk - 2005 Russischer Meister mit dem HK Dynamo Moskau - 2005 Beste Plus/Minus-Bilanz der Superliga - 2005 Beste Plus/Minus-Bilanz in den Superliga-Playoffs - 2006 Russischer Vizemeister mit dem HK Awangard Omsk |

### International
- 1991 Silbermedaille bei der U18-Europameisterschaft
- 1992 Goldmedaille bei der U20-Weltmeisterschaft
- 2011 Aufstieg in die Top-Division bei der Weltmeisterschaft der Division I, Gruppe B
- 2013 Aufstieg in die Top-Division bei der Weltmeisterschaft der Division I, Gruppe A

## KHL-Statistik
(Stand: Ende der Saison 2012/13)